# Église Saint-Michel-Archange d'Arača
Pour les articles homonymes, voir Église Saint-Michel.
L'église Saint-Michel-Archange d'Arača (en serbe cyrillique : Црква светог Арханђела Михаила Арача ; en serbe latin : Crkva svetog Arhanđela Mihaila Arača) est une église catholique romaine située près de Novo Miloševo, en Serbie, dans la province de Voïvodine, dans la municipalité de Novi Bečej et dans le district du Banat central. Elle remonte sans doute au XIIe siècle et figure sur la liste des monuments culturels d'importance exceptionnelle de la république de Serbie.
L'église est aujourd'hui en ruine.

## Emplacement
L'église est érigée à proximité de la rivière Tisa, près de Novi Bečej.

## Présentation
Il n'existe aucune donnée fiable sur la date de la construction de l'église Saint-Michel-Archange ; le premier document historique atteste que l'édifice a été détruit par les Ottomans au début du XVIIIe siècle. L'église aurait été édifiée à la fin du XIIe siècle ou au début du XIIIe siècle, à l'époque où le Banat historique dépendait du Royaume de Hongrie. Détruite et pillée en 1280, elle aurait été reconstruite sur l'ordre de la reine Elizabeth d'Anjou. En 1417, elle serait entrée dans les possessions du despote serbe Stefan Lazarević et, plus tard, elle aurait fait partie de celles du despote Đurađ Branković. Elle aurait été pillée par les Turcs une première fois en 1551 et jamais reconstruite.

## Architecture

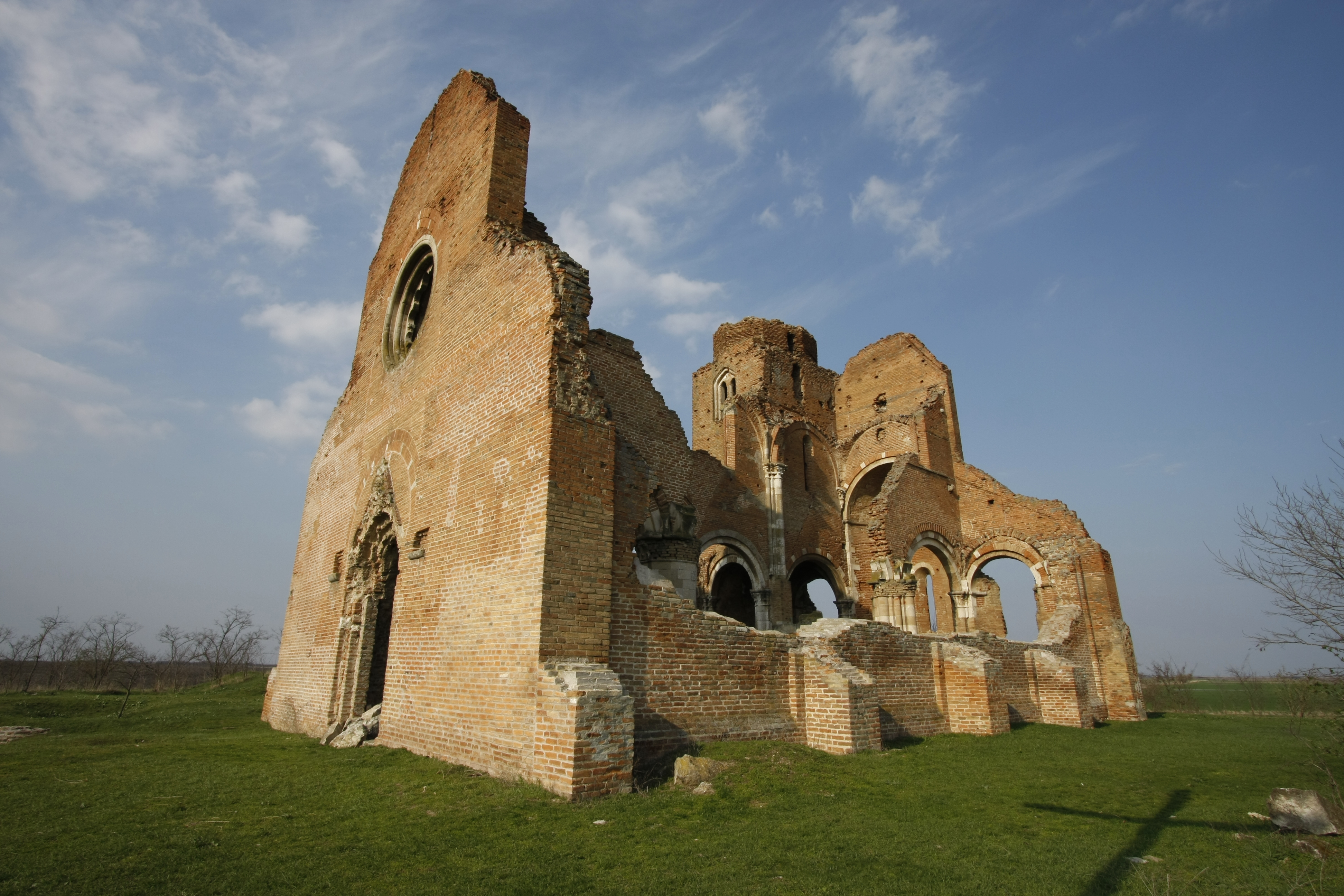
Ruines de l'église d'Arača

Par sa structure, l'église Saint-Michel-Archange est caractéristique des constructions bénédictines. L'église est édifiée dans un style de transition entre le roman et le gothique ; sa valeur monumentale est attestée par ses dimensions mais aussi par l'emploi de matériaux comme le marbre, la pierre de taille, le grès et la brique. L'église est dépourvue de transept et la nef est prolongée par trois absides semi-circulaires ; les voûtes sont à croisée d'ogives. À la fin du XIVe siècle, un clocher gothique a été ajouté à l'édifice.
Les façades sont dotées d'un riche décor architectural, avec des arcatures aveugles, des pilastres, des colonnettes ; la façade occidentale possédait de grandes rosettes, dont les fragments ont été conservés. L'intérieur était décoré de chapiteaux et de consoles ornés de motifs figuratifs et floraux.

## Fouilles et restaurations
Une campagne de fouilles a été effectuée en 1879, qui a permis de mettre au jour une pierre tombale datant du XIe siècle. Des recherches plus récentes pont permis de confirmer que des quartiers d'habitation se trouvaient sur le côté nord de l'église. Des travaux de restauration ont été effectués au cours des années 1970-1972.